# Kijoo Kanda
Kijoo Kanda (japonsko 神田 清雄), japonski nogometaš, * julij 1900, † 9. maj 1970.
Za japonsko reprezentanco je odigral štiri uradne tekme.